# Wolfgang Nahrath
Raoul Willy Wolfgang Nahrath (* 16. April 1929 in Guben; † 27. Februar 2003) war ein rechtsextremer Politiker, der vor allem wegen seiner Arbeit für die Wiking-Jugend und die NPD bekannt wurde.

## Leben
Nahraths Vater war Rudolf Raoul Nahrath (* 1905), der in der Automobilbranche arbeitete. Die Familie war nationalsozialistisch orientiert. 
Zusammen mit seinem Vater Raoul Nahrath trat Wolfgang Nahrath 1949 der 1952 verbotenen Sozialistischen Reichspartei bei. Aus der Jugendorganisation Reichsjugend entwickelte sich nach dem Verbot die Wiking-Jugend, deren Leitung Wolfgang Nahrath 1967 von seinem Vater übernahm und 1991 an seinen Sohn Wolfram Nahrath weitergab.
Neben der Wiking-Jugend engagierte sich Nahrath in der NPD, für die er verschiedene Posten übernahm. So war er 1993 stellvertretender Landesvorsitzender in Nordrhein-Westfalen und gehörte dem Bundesvorstand an. Von 1992 bis 1994 war er für den NPD-nahen Deutschen Arbeitnehmerverband als Sozialrichter tätig, musste diesen Posten jedoch niederlegen, weil er sich öffentlich zum Nationalsozialismus bekannte.
Am 27. Februar 2003 starb Wolfgang Nahrath im Alter von 74 Jahren. Die rechtsextreme Szene gedachte seiner 2008 beim sogenannten „Schlageter-Treffen“, das ebenfalls dem Andenken des Freikorpslers Albert Leo Schlageter gewidmet wurde.